# 쯔빠흐현
쯔빠흐현(베트남어: Huyện Chư Păh / 縣諸巴)은 베트남 중부 고원 지방 잘라이성의 현이다.

## 행정 구역
쯔빠흐현은 2시진, 12사를 관할하고 있다.

### 시진
- 푸화 시진 (Thị trấn Phú Hòa, 富和市鎭)
- 이얼리 시진 (Thị trấn Ia Ly, 亞利市鎭)

### 사
- 쯔당여 사 (Xã Chư Đăng Ya, 諸登亞社)
- 닥떠베르 사 (Xã Đắk Tơ Ver, 得思外社)
- 하떠이 사 (Xã Hà Tây, 河西社)
- 호아푸 사 (Xã Hòa Phú, 和富社)
- 이아까 사 (Xã Ia Ka, 亞嘎社)
- 이어크얼 사 (Xã Ia Khươl, 亞科社)
- 이어끄렝 사 (Xã Ia Kreng, 亞克仍社)
- 이어머농 사 (Xã Ia Mơ Nông, 亞摩農社)
- 이어닌 사 (Xã Ia Nhin, 亞寧社)
- 이어피 사 (Xã Ia Phí, 亞皮社)
- 응이어화 (Xã Nghĩa Hòa, 義和社)
- 응이어흥 (Xã Nghĩa Hưng, 義興社)